# Fabrizio Giovanardi
Fabrizio Giovanardi (Sassuolo, 1966. december 14. –) olasz autóversenyző.

## Pályafutása

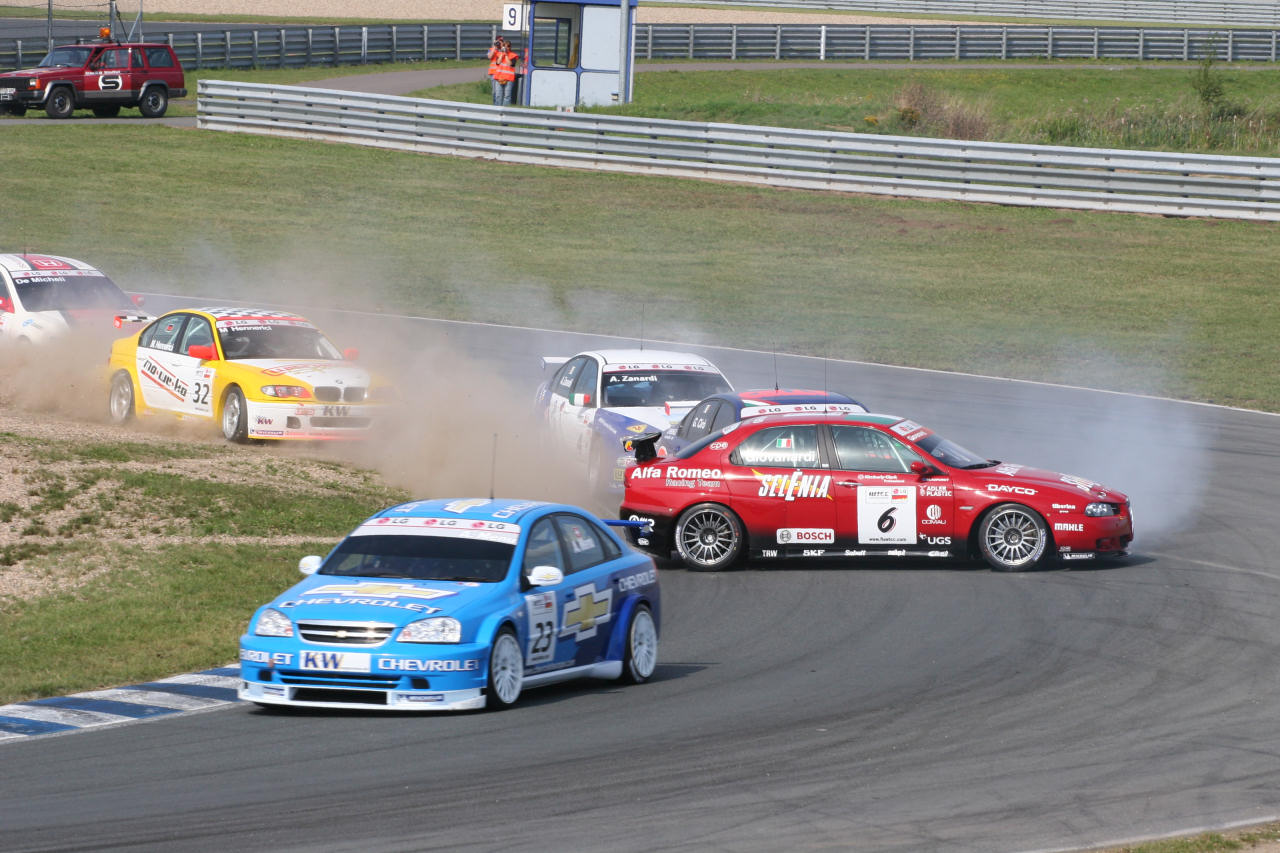
Alfa Romeóban a 2005-ös túraautó-világbajnokság német futamán

Pályafutását gokartozással kezdte, majd az Olasz Formula–3-as bajnokságban szerepelt. 1989-ben a nemzetközi Formula–3000-es bajnokságban versenyzett, ahol megnyerte az olasz futamot, és a tizedik helyen zárta a szezont.
Ezt követően túraautózásra váltott, és a kilencvenes években jelentős sikereket aratott olasz és spanyol bajnokságokban. 2000-ben, 2001-ben és 2002-ben megnyerte az európai túraautóbajnokságot. 2003-ban kilencedik, 2004-ben pedig ötödik lett a sorozatban.
2005-ben az akkor életre hívott túraautó-világbajnokságon versenyzett. Az év folyamán négy futamot nyert, és a harmadik helyen zárt az összetett értékelésben Andy Priaulx és Dirk Müller mögött.
2006-ban a brit túraautó-bajnokságba, VX Racing csapatához szerződött. Első évében két futamgyőzelmet szerzett, és végül az ötödik helyen zárta a szezont. 2007-ben és 2008-ban megnyerte a sorozatot, majd harmadik lett a 2009-es szezonban.

## Eredményei

### Túraautó-világbajnokság
Eredmények
| Év   | Csapat                 | Autó                | 1   | 1   | 2   | 2   | 3   | 3   | 4   | 4   | 5   | 5   | 6   | 6   | 7   | 7   | 8   | 8   | 9   | 9   | 10  | 10  | Poz. | Pont |
| ---- | ---------------------- | ------------------- | --- | --- | --- | --- | --- | --- | --- | --- | --- | --- | --- | --- | --- | --- | --- | --- | --- | --- | --- | --- | ---- | ---- |
| 2005 | Alfa Romeo Racing Team | Alfa Romeo 156      | MON | MON | MGN | MGN | SLV | SLV | IMO | IMO | PUE | PUE | SPA | SPA | OSC | OSC | IST | IST | VAL | VAL | MAC | MAC | 3.   | 81   |
| 2005 | Alfa Romeo Racing Team | Alfa Romeo 156      | 6   | 8   | 10  | 7   | 3   | 8   | 1   | 3   | 1   | 3   | 8   | 1   | 26  | Ki  | 1   | 6   | 6   | 2   | 19  | Ni  | 3.   | 81   |
| 2006 | JAS Motorsport         | Honda Accord Euro R | MON | MON | MGN | MGN | BRA | BRA | OSC | OSC | CUR | CUR | PUE | PUE | BRN | BRN | IST | IST | VAL | VAL | MAC | MAC | 20.  | 8    |
| 2006 | JAS Motorsport         | Honda Accord Euro R |     |     |     |     |     |     |     |     | 16  | Ni  |     |     |     |     |     |     |     |     | 4   | 6   | 20.  | 8    |

## Külső hivatkozások
- Profilja a driver database.com honlapon
- Hivatalos weboldal